# 30 februarie

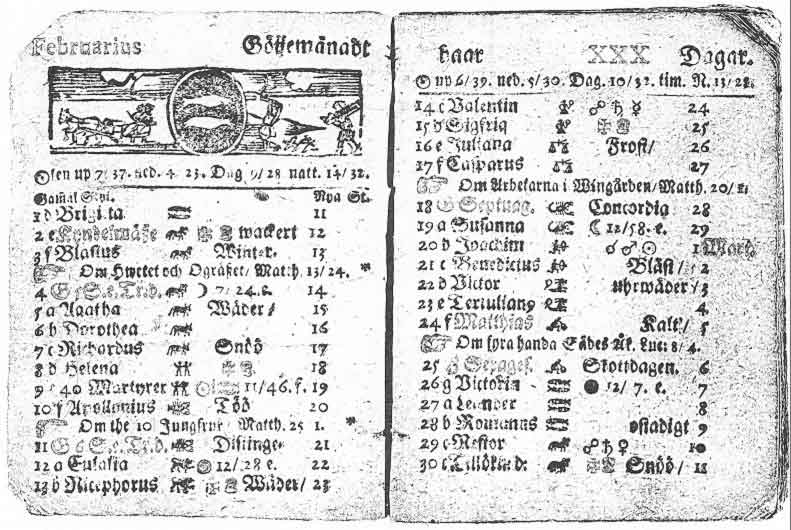
Calendarul lunii februarie 1712 în Suedia, cu 30 de zile.

Data de 30 februarie nu există, întrucât atât în calendarul iulian cât și în calendarul gregorian luna februarie are numai 28 de zile sau 29 în anii bisecți. Totuși în decursul istoriei au existat câteva ocazii în care luna februarie a avut și o a 30-a zi, de exemplu în Suedia anului 1712 și în Uniunea Sovietică a anilor 1930–1931.

## Suedia, 1712
În Suedia secolului al XVIII (care includea și teritoriul Finlandei de azi) trecerea de la calendarul iulian la cel gregorian urma să se facă treptat, începând din anul 1700 după un plan care prevedea omiterea datei de 29 februarie din toți anii bisecți, astfel încât după 40 de ani să se ajungă la coincidența cu calendarul gregorian. Totuși, planul nu a fost respectat întocmai: anul 1700 nu a fost bisect (conform planului), dar anii 1704 și 1708 au rămas bisecți. În aceste condiții s-a decis să se renunțe la schimbarea calendarului și să se revină la calendarul iulian. Acest lucru s-a petrecut în 1712, când luna februarie a avut nu numai 29 de zile, ci o zi suplimentară, 30 februarie. (În perioada 1700–1721 Suedia se afla în război cu Rusia, Danemarca, Saxonia și alte țări: Marele Război Nordic.)
În final trecerea la calendarul gregorian s-a realizat în 1753, când după data de 16 februarie a urmat 1 martie.

## Uniunea Sovietică, 1930–1931
La 1 octombrie 1929 a fost introdusă în Uniunea Sovietică o versiune reformată a calendarului, în care toate lunile aveau 30 de zile, iar restul de 5 sau 6 zile erau sărbători intercalate câte una sau două între anumite luni. Astfel, în anii 1930 și 1931 luna februarie a avut 30 de zile. Acest calendar revoluționar, care reducea de asemenea săptămânile la 5 zile, a fost luat în serios numai în anii 1930 și 1931, după care s-a renunțat la el. (Săptămîna de 5 zile a fost înlocuită cu una de 6 zile urmând ca în 1940 să se revină la săptămâna normală). Chiar și pe această perioadă lumea a continuat să utilizeze calendarul gregorian, inclusiv la nivel oficial, lucru care se vede din edițiile zilnice ale organului de presă al Partidului Comunist Sovietic, Pravda.

## Calendarul iulian timpuriu
Învățatul Sacrobosco din secolul al XIII-lea susținea că între anii 45 î.Hr. și 8 î.Hr. calendarul iulian ar fi avut 30 de zile în luna februarie și că acela care a scurtat această lună ar fi fost Cezar August. Scopul lui Cezar August ar fi fost, conform spuselor lui Sacrobosco, să dea lunii august (numită așa în cinstea lui) aceeași lungime ca și luna iulie, numită după unchiul său adoptiv, Iulius Cezar. Afirmațiile lui Sacrobosco sunt însă categoric contrazise de o serie de alte surse, printre care relatările lui Varro din 37 î.Hr. (înainte de reforma făcută de Cezar August), ale lui Censorinus din secolul al III-lea și ale lui Macrobius din secolul al V-lea.